# Эльби, Валентина Андреевна
Валентина Андреевна Эльби (чув. Элпи Валентина Андреевна, настоящая фамилия — Андреева; 31 января 1913, д. Старое Буяново, Цивильский уезд, Казанская губерния — 28 сентября 2014, Чебоксары) — чувашская писательница, драматург, редактор.

## Биография
Родилась в крестьянской семье в деревне Старое Буяново Цивильского уезда (ныне Янтиковский район Чувашии). Училась грамоте в начальной школе в родной деревне, затем окончила восьмилетнюю школу в селе Ковали Урмарского района. В 1930 году поступила учиться в Чебоксарский медицинский техникум, но оставила учёбу после первого курса из-за тяжёлого финансового положения. Год проработала медсестрой в больнице в селе Буртасы Урмарского района.
В 1932—1934 годах трудилась в редакции районной газеты Козловского района. В 1934 году перешла на работу в редакцию республиканской газеты «Канаш» (ныне газета «Хыпар»). В этой газете в 1935 году был опубликован её первый рассказ «Ачасемшĕн» («Ради детей»). В 1936—1938 годах повышала знания в школе подготовки работников редакции. В 1938—1968 годах была руководителем и редактором детского радиожурнала «Хатěр пул» («Будь готов») в Комитете радиовещания и телевидения при Совмине Чувашской АССР. В 1956 году в Москве была издана первая книга Валентины Андреевны «Куçса çÿрекен çурт» («Кочующий домик»).
Член Союза писателей СССР с 1964 года, заслуженный работник культуры Чувашской АССР (1989).
Псевдоним Эльби для писательницы был предложен П. П. Хузангаем и Н. Ф. Ильбековым по названию реки Эль (Аль), которая протекает рядом с деревней Старое Буяново.

## Память
Похоронена в зоне почётных захоронений Яушского кладбища города Чебоксары.

## Произведения
Большая часть произведений писательницы адресована детям. Около двадцати книг издано на чувашском языке. Одна из книг — «Вместе с сестрой» — была включена в школьную программу, а также издана и на марийском языке. Некоторые произведения были поставлены на сцене Чувашского государственного академического драматического театра имени К. В. Иванова.
Изданные книги:
- «Куçса çӳрекен çурт»/ Кочующий домик (рассказы, 1956);
- «Вунтăваттă тултарас умĕн»/ До шестнадцати лет (повесть, 1959),
- «Калавсем» (1960) / Рассказы;
- «Çав кунсен чапĕ çухалмĕ» / Не потеряется слава тех дней (драма, совместно с Г. Пласкиным, 1960);
- «Кочующий домик» (рассказы, Детгиз, (1960);
- «Эпĕ халь телейлĕ»/ Теперь я счастлив(а) (повесть, 1963);
- «Аппапа пĕрле» / Вместе с сестрой (Марииздат, 1963);
- «Тăрăр вăйă картине»/ Выходите играть (повести и рассказы, 1964);
- «Чĕнтĕрлĕ кĕпер» / Мост с кружевами (повести, 1967);
- «Юратнă мăшăрсăр» (повесть, рассказы, 1983).

### Рецензии
- В. Канюков — «Рассказы Валентины Андреевой» («Литература и жизнь», № 73, 1958);
- В. Компанией, Б. Калир — «Самое главное — труд человека» («Литература и жизнь», 143 №, 1960);
- Г. Пилеш — «Пысăк пĕлтерĕшлĕ ĕç» («Ялав», № 9, 1961);
- В. Алендей — «Таник телей тупать» («Эпĕ халь телейлĕ» кĕнеке çинчен, («Коммунизм ялавĕ», 4 июня 1963 г.);
- М. Юрьев — «Ачасен тусĕ» (К 50-летию В. Эльби, газета «Хĕрлĕ ялав» Урмарского района, 20 декабря 1963 г.).